# Mouriri spruceana
Mouriri spruceana är en tvåhjärtbladig växtart som beskrevs av Thomas Morley. Mouriri spruceana ingår i släktet Mouriri och familjen Melastomataceae. Inga underarter finns listade i Catalogue of Life.